# Provençaals voetbalelftal (mannen)
Het Provençaals voetbalelftal is een team van voetballers dat de historische Franse landstreek Provence vertegenwoordigt bij regionale en internationale wedstrijden. Dit vertegenwoordigend elftal speelt voornamelijk vriendschappelijke wedstrijden tegen andere gebieden en nam binnen het Non-FIFA-voetbal tussen 2008 en 2014 viermaal deel aan het Wereldkampioenschappen voetbal voor de landen die geen lid zijn van de FIFA en de UEFA.
Op taalkundig en cultureel domein bevindt de historische regio Provence zich in de streek Occitanië, waardoor de Provençaalse spelers ook kunnen uitkomen voor het Occitaans voetbalelftal.

## WK historie
Het Provençaals voetbalelftal was actief op de volgende Wereldkampioenschappen voetbal:

## Internationale uitslagen
| Plaats / Datum          | Tegenstander | Uitslag |
| Catalonië, 3 april 1921 | Catalonië    | 4 - 0   |
| Catalonië, 4 april 1921 | Catalonië    | 1 - 0   |
| Gällivare, 8 juli 2008  | Padanië      | 1 - 6   |
| Malmberget, 9 juli 2008 | Koerdistan   | 0 - 3   |

## Bekende (oud-)spelers
- Stéphane Giordano
- Maxime Menza
- Fabien Tolaini

1 CONCACAF-lid · 2 geassocieerd CAF-lid · 3 geassocieerd OFC-lid · 4 geassocieerd AFC-lid